# Línea SE730 (EMT Madrid)
El Servicio Especial (S.E.) codificado como SE730 de la EMT de Madrid une el intercambiador de Plaza Elíptica con el albergue del Pinar de San José (distrito de Latina). 

## Características
Junto al SE766 forma parte de la denominada Campaña del Frío del Ayuntamiento de Madrid, dando un medio de transporte a las personas sin hogar durante los meses de invierno.
Hasta el año 2022, su cabecera central se situaba en el intercambiador de Príncipe Pío.
Solo realiza dos viajes diarios en cada sentido, a las 8:00 y a las 9:00 desde San José y a las 19:00 y a las 20:00 desde Plaza Elíptica.

## Horarios
| Todos los días                    |                                   |
| Pinar de San José > Pza. Elíptica | Pza. Elíptica > Pinar de San José |
| 08:00                             | 19:00                             |
| 09:00                             | 20:00                             |

## Paradas
| Código | Parada                                          | Conexiones con Metro |
| ------ | ----------------------------------------------- | -------------------- |
| 19224  | Vía Lusitana - Intercambiador de Plaza Elíptica | Plaza Elíptica       |
| 5780   | Pinar de San José                               |                      |